# Pandora (Cronache dei vampiri)
Pandora è una vampira creata dalla scrittrice statunitense Anne Rice, che compare come personaggio di supporto in diversi romanzi nella serie fantasy/horror Cronache dei vampiri, e poi come protagonista nell'omonimo romanzo Pandora che apre un'altra serie: Le nuove cronache dei vampiri.
Il suo vero nome è Lydia.